# Примусова праця
Термін примусова чи обов'язкова праця (англ. Forced labour) означає будь-яку роботу чи службу, яку вимагають від якої-небудь особи під загрозою якогось покарання і для якої ця особа не запропонувала добровільно своїх послуг.
Міжнародний стандарт «Соціальна відповідальність 8000 (SA8000)» визначає примусову працю як роботу, що виконується людиною під загрозою покарання, а не за власним бажанням або така, що вимагається від неї для погашення боргу. Організація або економічний об'єкт, що несе відповідальність за виконання вимог даного стандарту, включаючи весь персонал (наприклад, директори, керівники, адміністрація, інспектори і некерівний персонал, що працюють за наймом, за контрактом чи іншим чином представляють компанію) не повинна використовувати або підтримувати використання примусової праці і не повинна вимагати від персоналу жодних застав при прийнятті на роботу (в тому числі документа, що посвідчує особу).
Частина 3 статті 8 Міжнародного пакту про громадянські і політичні права встановлює, що нікого не можуть приневолювати до примусової чи обов'язкової праці.
Стаття 43 Конституції України встановлює, що використання примусової праці забороняється.

## Форми праці, які розглядаються як примусова або обов'язкова
Форми праці, які розглядаються як примусова або обов'язкова:
1. засіб політичного впливу чи виховання або як засіб покарання за наявність чи за висловлювання політичних поглядів, чи ідеологічних переконань, протилежних усталеній політичній, соціальній, чи економічній системі;
2. метод мобілізації і використання робочої сили для потреб економічного розвитку;
3. засіб підтримання трудової дисципліни;
4. засіб покарання за участь у страйках;
5. захід дискримінації за ознаками расової, соціальної і національної приналежності чи віросповідання.[4]

У Глобальній доповіді МОП «Покласти край примусовій праці» (2001) та інших документах МОП виділяється 8 основних форм примусової праці:
1. рабство і викрадення людей;
2. примусова участь в громадських роботах;
3. примусова праця в сільському господарстві і віддалених районах (насильницькі системи найму / вербування);
4. примусова праця - покрївки;
5. кабальна праця (боргова кабала);
6. примусова праця в армії;
7. примусова праця як результат торгівлі людьми;
8. праця ув'язнених (в тому числі з метою реабілітації).

Класифікувати форми примусової праці можна за різними ознаками:

### За ознакою використовуваних методів ставлення людини в залежність і його подальшої експлуатації, що пов'язана з
- торгівлею людьми;
- нелегальною міграцією і контрабандою нелегальних мігрантів;
- викраденням людини;
- використанням обману, фізичного або психологічного насильства для ставлення людини в залежність з метою примусу до

праці (в тому числі зловживання довірою, авторитетом або залежним становищем людини).

### За ознакою використовуваних методів утримання людини і примусу до праці виділяються наступні форми
- застосування фізичного насильства або загроза застосування насильства;
- обмеження особистої свободи працівника і членів його сім'ї (свободи пересування, спілкування з рідними тощо);
- вилучення та утримання документів працівника і членів його сім'ї, а також грошей, особистих речей, одягу тощо;
- праця в умовах боргової кабали в різних формах (борг за кредитування працівника, «призначений» борг за провину, розтрату, часто сфабриковану тощо);
- використання психологічного насильства, шантажу, погроз, обману (наприклад, загрози депортацією, поліцією тощо);
- невиплата зароблених грошей в різних формах (утримання зарплати «до виплати в кінці робіт»; незаконні відрахування, наприклад, за шлюб, розтрату, борг тощо);
- маніпулювання працівником, використання для випадкових, довільних, не обговорених робіт;
- інші форми неправомірного заборони на звільнення і пошуки іншого місця роботи.

### За ступенем залучення людини в примусову працю можна виділити
- абсолютне охоплення — «чисті» випадки примусової праці (вся праця є примусовою);
- часткове охоплення — використовуються окремі елементи примусової праці, включаючи:

- примус виконувати додаткові функції;
- примус працювати додатковий час;
- примус працювати без оплати (наприклад, в рахунок боргу);
- примус працювати в умовах, несумісних з поняттям гідної роботи;
- примус жити і працювати під контролем (контроль над переміщеннями, обмеження свободи, заборона на лікування тощо);
- сексуальна експлуатація працівників тощо.

## Форми праці, які не розглядаються як примусова або обов'язкова
Стаття 43 Конституції України встановлює, що не вважається примусовою працею військова або альтернативна (невійськова) служба, а також робота чи служба, яка виконується особою за вироком чи іншим рішенням суду або відповідно до законів про воєнний і про надзвичайний стан.
Міжнародний пакт про громадянські і політичні права визначає, що терміном «примусова чи обов'язкова праця» не охоплюється:
- будь-яка робота чи служба, котру, як правило, повинна виконувати особа, що перебуває в ув'язненні на підставі законного розпорядження суду, або особа, умовно звільнена від такого ув'язнення;
- будь-яка служба військового характеру, а в тих країнах, де визнається відмовлення від військової служби з політичних чи релігійно-етичних мотивів, будь-яка служба, передбачена законом для осіб, що відмовляються від військової служби з таких мотивів;
- будь-яка служба, обов'язкова у випадках надзвичайного становища або лиха, що загрожують життю чи благополуччю населення;
- будь-яка робота чи служба, що входять до звичайних громадських обов'язків.[7]

Примусова чи обов'язкова праця не включає в себе:
- будь-яку роботу чи службу, що її вимагають на підставі законів про обов'язкову військову службу і застосовують для робіт суто воєнного характеру;
- будь-яку роботу чи службу, що є частиною звичайних громадянських обов'язків громадян повністю самоврядної країни;
- будь-яку роботу чи службу, що її вимагають від якої-небудь особи внаслідок вироку, винесеного рішенням судового органу, при умові, що ця робота чи служба виконуватиметься під наглядом і контролем державної влади і що зазначена особа не буде віддана або передана в розпорядження приватних осіб, компаній чи товариств;
- будь-яку роботу чи службу, що її вимагають в умовах надзвичайних обставин, тобто у випадках війни або лиха, або загрози лиха, як-от пожежі, повені, голод, землетрус, сильні епідемії чи епізоотії, навали шкідливих тварин, комах чи паразитів рослин і взагалі обставини, що ставлять під загрозу або можуть поставити під загрозу життя чи нормальні життєві умови всього або частини населення;
- дрібні роботи общинного характеру, тобто роботи, що виконуються для прямої користі колективу членами даного колективу і які тому можуть вважатися звичайними громадянськими обов'язками членів колективу при умові, що саме населення або його безпосередні представники мають право висловити свою думку про доцільність цих робіт.[1]

## Оцінка сучасного стану застосування примусової праці
За оцінками Міжнародної організації праці (МОП), у 2012 році жертвами примусової праці за всіма її формами в усьому світі були 20,9 млн осіб. На Азіатсько-Тихоокеанський регіон припадало найбільше число жертв примусової праці: 11,7 млн або 56 % від загальносвітових показників. Друге місце займала Африка з 3,7 млн осіб (18 %), далі — країни Латинської Америки і Карибського басейну з 1,8 млн осіб (9 %). На розвинені країни і Європейський союз доводилося 1,5 млн жертв примусової праці (7 %), а на країни Центральної, Південно-Східної та Східної Європи, що не входять в ЄС, а також на країни Співдружності Незалежних Держав — 1,6 млн осіб (7 %). У країнах Близького Сходу налічується близько 600 тис. жертв (3 %). МОП відзначила, що в середньому люди залучаються до примусової праці на термін часу приблизно 18 місяців, при цьому є істотні відмінності з урахуванням різних форм примусової праці та регіонів. Дані МОП також свідчать про те, що жертвами примусової праці стають міжнародні мігранти, внутрішньо переміщені особи та люди в країнах їх походження. За оцінками МОП, 9,1 млн жертв (44 %) перемістилися або всередині країни, або переїхали в іншу країну, а 11,8 млн осіб (56 %) піддаються примусовій праці в місцях свого походження або проживання.
Конвенція про рабство від 25 вересня 1926 року наголошувала, що країни мають прийняти заходи до того, щоб примусова праця не призвела до умов, аналогічних рабству.
Міжнародна конференція праці заявила, що всі члени Міжнародної організації праці, мають зобов'язання, що випливають вже з самого факту їхнього членства в Організації, дотримуватися, зміцнювати та реалізовувати добросовісно та відповідно до Статуту принципи, що стосуються основних прав у світі праці, зокрема скасування усіх форм примусової чи обов'язкової праці.

## РішенняЄвропейського суду з прав людинищодо примусової праці
- Ранцев против Кипра и России (Rantsev v. Cyprus and Russia): Постановление Европейского Суда по правам человека от 07 января 2010 года (жалоба N 25965/04) [Архівовано 17 травня 2017 у Wayback Machine.]
- Ван Дер Мусселе против Бельгии (Van Der Mussele v. Belgium): Постановление Европейского Суда по правам человека от 23 ноября 1983 года (жалоба N 8919/80) [Архівовано 17 травня 2017 у Wayback Machine.]
- Карлхайнс Шмидт против Германии (Karlheinz Schmidt v. Germany): Постановление Европейского Суда по правам человека от 18 июля 1994 года (жалоба N 13580/88) [Архівовано 22 грудня 2018 у Wayback Machine.]
- Де Вильде, Оомс и Версип против Бельгии (De Wilde, Ooms and Versyp v. Belgium): Постановление Европейского Суда по правам человека от 18 июня 1971 года (жалобы NN 2832/66, 2835/66, 2899/66) [Архівовано 17 травня 2017 у Wayback Machine.]